# روسيا خلال حروب الأفيون
كانت الإمبراطورية الروسية من الأطراف المشاركة في حروب الأفيون الصينية، وفي الحربين الثانية والثالثة بشكل خاص، واللتان وقعتا بين عامي 1856 و1869. لعبت روسيا دور الوسيط، فكانت حينها حليفًا لكلّ من بريطانيا وفرنسا والولايات المتحدة، وفاوضت أيضًا النخبة الحاكمة من سلالة تشينغ الصينية. طوال فترة الحرب، وفرّت روسيا أدنى كمية ممكنة من المساعدة العسكرية، واستخدمت قوتها الدبلوماسية لتعرض مصالحها ضمن هذا الصراع. عقب إقرار الاتفاقيات عام 1860، كسبت روسيا أراضي منشوريا التي كانت تحت سلطتها سابقًا على طول نهر أوسوري، وزادت من تأثيرها الاقتصادي على الصين.

## خلفية
عقب حرب الأفيون الأولى عام 1840، كانت الصين في وضع متصدع جراء الأحكام المنهكة لاتفاقية السلام بعدما أُقرت، وبسبب الصراع الاجتماعي السياسي الداخلي في البلاد، فأدى ضعف سلطة الأباطرة المانشويين إلى اندلاع تمرد تايبينغ على نطاق واسع، بل وصل الأمر إلى تأسيس مملكة تايبينغ السماوية التي خاضت حربًا مع الحكومة لسنوات طويلة. في عام 1854، جاء التحالف المكون من بريطانيا وفرنسا والولايات المتحدة بمطالب جديدة أكثر قسوة، فطالت تلك الدول بحقوقٍ تجارية غير محدودة في كامل أراضي الصين، وقبول سفراء دول التحالف بشكل دائمٍ في بكين (القسم المغلق من المدينة)، وحصول تلك الدول على الحق الرسمي بتجارة الأفيون. رفضت حكومة تشينغ تلك المطالب، لكن الرفض لم يؤدِ إلى صراع مفتوح حينها، باعتبار أن قوات الجيش البريطاني ركزت على جبهات الحرب في روسيا وبلاد الفرس.

## المواجهة الأولى
بعد انتصار الحملة البريطانية في حرب القرم عام 1856، وجهت بريطانيا اهتمامها نحو الصين تحت حكم سلالة تشينغ لتزيد من نطاق هيمنتها السياسية على الإمبراطورية الصينية. في 8 أكتوبر عام 1856، عثر البريطانيون على سبب للتدخل بعدما احتجزت السلطات الصينية سفينة أرو Arrow، وهي سفينة تجارية بريطانية كانت تهرّب البضائع وتبيع الأفيون. طالبت بريطانيا بتحرير البحارة، لاعتقادها أن التهم التي أُلصقت بهم مزيفة، لكن الطلب البريطاني قوبل بالرفض. في أبريل عام 1857، أعلنت بريطانيا الحرب رسميًا على إمبراطورية تشينغ الصينية.
التحقت فرنسا والولايات المتحدة بالحملة العسكرية البريطانية بعد فترة قصيرة، فكان للدولتين مصالح مشتركة في تلك المنطقة. بعدما بدأت الحملة بتحقيق الانتصارات، أدركت روسيا فرصتها لتوسيع مجال تأثيرها في المنطقة. لم يكن نصر أيّ من الطرفين مرضيًا للإمبراطورية الروسية: إذا انتصرت الصين، فاحتمالات إقرار أي اتفاقيات لصالح روسيا معدومة. وعلى أي حال، حتى تلك الأراضي التي تضمنها الاتفاقيات لن تكون من نصيب روسيا، إذ جاء في الأحكام أنها «تُمنح لروسيا لاستغلالها مؤقتًا». أما إذا انتصر الحلفاء، فلن يسمحوا لروسيا بتعزيز موقعها على ساحل المحيط الهادئ تجنبًا للمنافسة، بينما سيحتل الحلفاء خلجانًا من مصب نهر آمور وصولًا إلى الحدود مع كوريا. وفقًا لتلك الأحكام، لروسيا فرصة واحدة في تحقيق النجاح –وهي أداء دور الوسيط بين الأطراف المتحاربة. بالإضافة إلى ذلك، كان على روسيا لعب هذه الورقة من خلال مبعوث روسي جديد في الصين.
بعدما أكمل اللواء نيكولاي بافلوفيتش إغناتييف بعثته الدبلوماسية في القرم، عُيّن مفاوضًا مع سلالة تشينغ لإقرار أحكام معاهدة آيغون، وتحديث الاتفاقيات السابقة المتعلقة بالحدود البرية لكلتا الدولتين. فشلت محاولة إغناتييف الأولى، فطُلب منه مغادرة البلاد بالسرعة القصوى، وذلك لأن الاتفاقية لا تصبّ في مصلحة الصين. رفض الدبلوماسي المغادرة متذرعًا بالأوامر التي تلقاها من مسؤوليه. خلال تلك الفترة، استخدم إغناتييف كل ما يمكن استخدامه من ترسانته الدبلوماسية –من الضمانات التي وعد بها كالصداقة الدائمة بين الشعبين المتجاورين الشقيقين إلى التهديدات المتمثلة بالاستيلاء العسكري على أراضي الصين. على الرغم من الجهد الذي بذله، لم يحقق إغناتييف النتيجة اللازمة. قرر إغناتييف بعدها التفاوض مع قوات الحلفاء بدلًا من الصينيين، فذهب إلى شنغهاي لأداء ذلك.